# Як він брехав її чоловікові
«Як він брехав її чоловікові» — радянський короткометражний телевізійний художній фільм режисера Тетяни Березанцевої за однойменною п'єсою «How He Lied to Her Husband» (1904) Бернарда Шоу, знятий на кіностудії «Мосфільм» на замовлення Центральної студії телебачення в 1956 році.

## Сюжет
Лондон, початок 1900-х років. У особняк на Кромвел-роуд з букетом квітів заходить закоханий юнак. Він має намір порозумітися з чоловіком своєї коханої Аврори Бомпас і покінчити з недомовками в їх стосунках. Але, на його подив, Аврора не збирається йти від чоловіка. Більше того, її хвилює зникнення написаного в її честь зошита віршів. Вона бере слово з Генрі, що той придумає для її чоловіка історію, яким чином всі вони присвячені Аврорі. Генрі став вигадувати малоймовірні пояснення про присвячення своїх віршів богині ранкової зорі, але домігся зворотного ефекту. Тедді Бомпас був розлючений і накинувся на автора з кулаками. Якийсь хлопчина наважився ігнорувати його дружину, красуню, в яку закохані всі чоловіки Лондона. Він домагається від Генрі зізнання і збирається видати вірші окремою книжкою. Розчарований тим, що сталося, поет перед відходом порадив дати їй назву: «Як він брехав її чоловікові».

## У ролях
- Олена Кузьміна — Аврора Бомпас
- Інокентій Смоктуновський — Генрі Епджон
- Аркадій Цінман — Тедді Бомпас
- Ніна Агапова — покоївка
- Вікторія Чаєва — продавчиня квітів
- Ніна Агапова — покоївка

## Знімальна група
- Режисерка-постановниця: Тетяна Березанцева
- Операторка-постановниця: Ера Савельєва
- Художник-постановник: Леонід Чібісов, А. Дандур'ян
- Музичне оформлення: Д. Ріцнер
- Звукооператор: А. Павлов
- Редактор: В. Карен